# (6322) 1991 CQ
(6322) 1991 CQ es un asteroide perteneciente a asteroides que cruzan la órbita de Marte descubierto el 10 de febrero de 1991 por Robert H. McNaught desde el Observatorio de Siding Spring, Nueva Gales del Sur, Australia.

## Designación y nombre
Designado provisionalmente como 1991 CQ. 

## Características orbitales
1991 CQ está situado a una distancia media del Sol de 2,518 ua, pudiendo alejarse hasta 3,701 ua y acercarse hasta 1,336 ua. Su excentricidad es 0,469 y la inclinación orbital 28,30 grados. Emplea 1460,28 días en completar una órbita alrededor del Sol.
Los próximos acercamientos a la órbita de Marte ocurrirán el 14 de abril de 2027, el 19 de febrero de 2140 y el 10 de mayo de 2168.

## Características físicas
La magnitud absoluta de 1991 CQ es 16,3.